# ادوارد الین
ادوارد الین (انگلیسی: Edward Alleyn؛ ۱ سپتامبر ۱۵۶۶ – ۲۵ نوامبر ۱۶۲۶) یک هنرپیشه اهل بریتانیا بود.
وی موسس کالج دالیتچ و مدرسه الین بوده است.